# Sonja Sázavská
Sonja (Soňa) Sázavská, provdaná Chmelíková (5. září 1926 Hodonín – 28. srpna 2013 Polná) byla česká divadelní, filmová i rozhlasová herečka a režisérka dabingu.

## Život
Již od mala se setkávala s divadelním prostředím, protože její rodina se skládala z nadšených divadelních ochotníků. Byla dcerou ing. Václava Sázavského, který se v roce 1939 stal ředitelem cukrovaru ve Slavkově u Brna a byl jím do roku 1948 (v roce 1950 byl odsouzen za zkreslování výsledků, po roce 1968 plně reabilitován). Své divadelní začátky měla ve slavkovském ochotnickém divadle.
Vystudovala gymnázium v Německém Brodě a v Bučovicích. V letech 1945–1949 studovala dramatický obor na brněnské Státní konzervatoři. Od roku 1946 začala působit externě v brněnském rozhlase. V letech 1949–1953 získala angažmá v Novém Jičíně v Beskydském divadle, v letech 1953–1954 ve Slezském národním divadle v Opavě a v letech 1954–1961 v olomouckém Krajském oblastním divadle, respektive divadle Oldřicha Stibora. V této době také účinkovala v rozhlase. Hrála po boku významných herců, jako byl Eduard Dubský, Vlastimil Brodský či Josef Větrovec. 
Své divadelní angažmá v 60. letech 20. století opustila a v letech 1961–1964 byla členkou Hereckého souboru Filmového studia Barrandov. V roce 1964 přijala místo asistentky režie v nově zřízeném dabingovém studiu Československé televize Brno a až do roku 1984 byla režisérkou dabingu. K aktivní jevištní práci se již nevrátila. V brněnském studiu do českého znění převedla řadu zahraničních filmů a seriálů. Do širokého povědomí se uvedla například slavným maďarským animovaným seriálem Smolíkovi. Je paradoxem, že právě při práci na seriálu o rodině Smolíkových měla Sázavská pocit, že ztrácí čas s podřadným filmovým uměním, aniž tušila, že spoluvytváří jednu z animovaných legend. Za české znění východoněmeckého seriálu Dr. Schlüter (1965), které vzniklo v letech 1966–1967, získala v roce 1967 výroční cenu televize v NDR Stříbrný vavřín.
V roce 1984 odešla z dabingového studia na odpočinek. Vrátila se do Slavkova, kde byla v roce 1989 i zakládající členkou Občanského fóra. Za celoživotní mimořádnou dabingovou tvorbu obdržela v roce 2001 cenu Cenu Františka Filipovského.

## Role ve filmech
- 1961 Kde alibi nestačí (barmanka)
- 1962 Zámek pro Barborku (manželka)
- 1964 Táto, sežeň štěně! (manželka)
- 1965 Anděl blažené smrti (manželka)